# 東雲キャナルコート
東雲キャナルコート（しののめキャナルコート、Shinonome Canal Court）は、東京都江東区東雲一丁目にある再開発事業の総称・愛称である。三菱製鋼の工場跡地に大規模マンションや商業施設などが建設された。

## 概要
1995年に東京駅から5㎞圏内の辰巳運河と晴海通りにはさまれた工場跡地約16.4haのうち、13.9haを住宅・都市整備公団（現：都市再生機構・UR）、残りの2.5haを三菱地所、三菱商事、菱進都市開発の三菱グループ3社が開発を目的に取得。2001年に建設工事が着工される。
計画地はアメニティの高い「辰巳運河ゾーン」、商業業務利用が期待される「晴海通りゾーン」、その間と「中央ゾーン」からなる。なお、三井不動産グループの三井不動産レジデンシャルが開発したパークタワー東雲の建つ一角はキャナルコートの開発地区では無い。

## 構成する施設

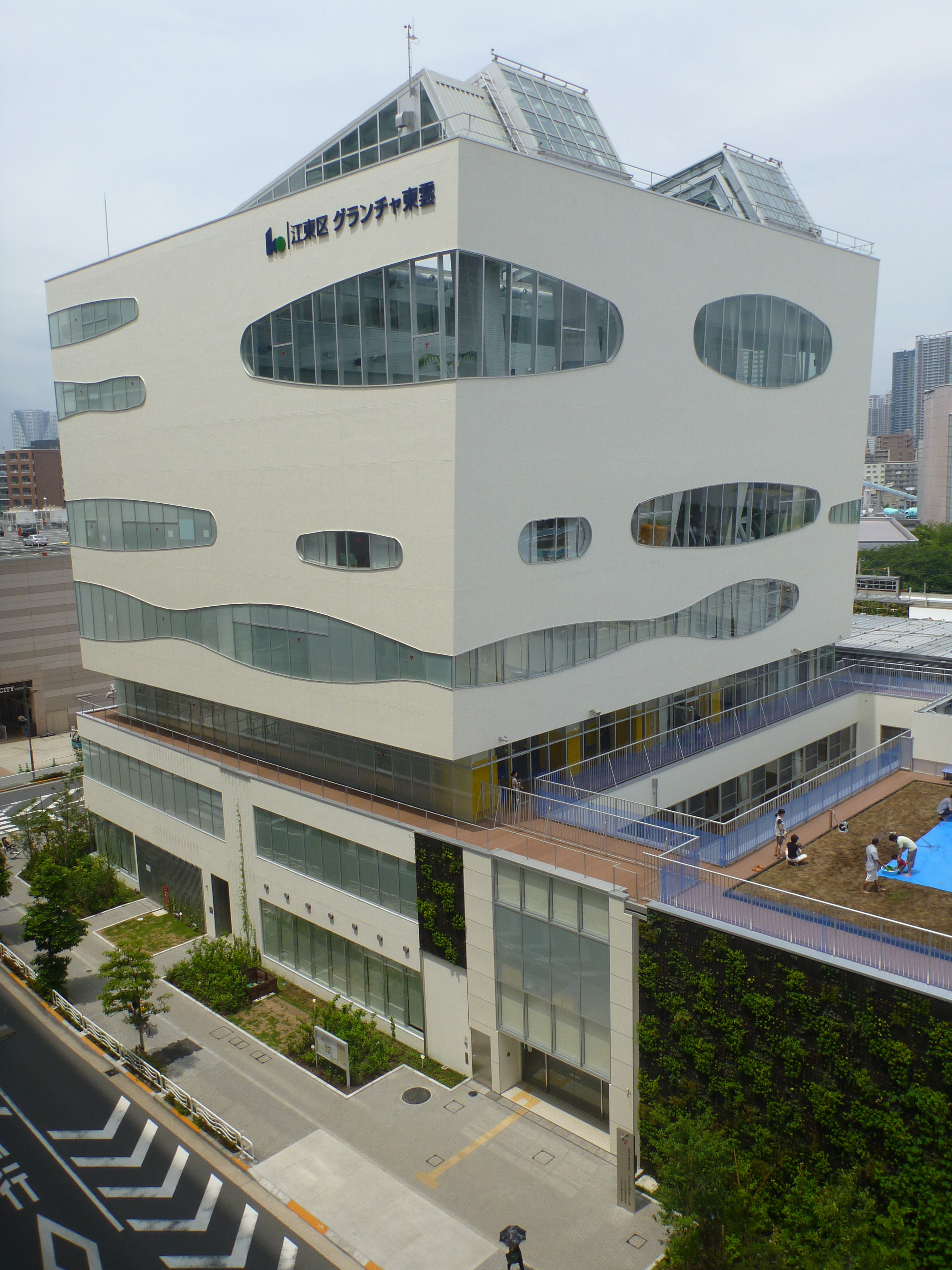
グランチャ東雲

中央ゾーン
- 東雲キャナルコートCODAN
5街区は当初から民間供給支援型賃貸住宅制度を活用し、定期借地によりURの土地を東京建物が賃借して住棟を建設。「Brillia ist 東雲キャナルコート」として運営されている。残りの街区の住棟は、2019年11月からURに代わって東急住宅リースの管理・運営に移行している。

辰巳運河ゾーン
- プラウドタワー東雲キャナルコート
野村不動産が分譲。地下2階・地上52階建。600戸。2012年12月竣工。
- Wコンフォートタワーズ
- ビーコンタワーレジデンス
- キャナルファーストタワー
丸紅、興和不動産（現：日鉄興和不動産）、アーバンコーポレイション（2008年経営破綻）が分譲。地下2階・地上42階建。415戸。2008年1月竣工。
- アップルタワー東京キャナルコート
アパグループほかが分譲。地下2階・地上44階建。440戸。2007年2月竣工。

- グランチャ東雲
東京YMCAが指定管理者として江東区から運営を委託されている認定こども園、児童・高齢者総合施設。7階建。2011年4月開業。
- 東雲水辺公園

晴海通りゾーン
- イオン東雲店
- 東雲合同庁舎
国がPFI方式で建設。警察庁と国土交通省関東地方整備局、農林水産省関東農政局が入居[3]。13階建て。2013年竣工。
- 東雲住宅

## 沿革
- 1999年（平成11年）11月15日 都市計画決定（東雲一丁目地区）。
- 2001年（平成13年）10月30日 地区名称「東雲キャナルコート」を発表[4]。
- 2003年（平成15年）10月28日 イオン東雲ショッピングセンターオープン。
- 2004年（平成16年）中央ゾーンが照明普及賞 優秀施設賞をに選出。
- 2005年（平成17年）10月25日 中央ゾーンが2005年度グッドデザイン金賞に選出[5]。
- 2006年（平成18年）7月20日 中央ゾーンが第47回BCS賞（建築業協会賞）選出[6]。
- 2013年（平成25年）中央ゾーンが都市住宅学会賞 業績賞に選出。

## 最寄り駅
- 東京メトロ有楽町線「辰巳駅」・「豊洲駅」、りんかい線「東雲駅」